# Benz Bz IV
Der Benz Bz IV ist ein deutscher Flugmotor des ehemaligen Unternehmens Benz & Cie. in Mannheim, der vorrangig in den Militärflugzeugen des Ersten Weltkriegs verwendet wurde.

## Entwicklung
Der Reihenmotor Bz IV wurde 1915 von Arthur Berger als Nachfolger des Bz IIIa konstruiert. Er unterschied sich von diesem durch ein um 30 % vergrößertes Hubvolumen und Mehrventiltechnik mit je zwei Ein- bzw. Auslassventilen pro Zylinder (Vierventiler). Außerdem fanden zwei untenliegende (OHV-Ventilsteuerung) Nockenwellen und zwei Vergaser Anwendung. Im Februar 1916 bestand er die Ba- (Bauarten) Prüfung und ging noch im gleichen Jahr in die Serienproduktion. Bis 1918 wurden mindestens 6400 bis maximal 7000 Stück produziert, die hauptsächlich in den deutschen C-Typen (zweisitzige, mit Maschinengewehren bewaffnete Flugzeuge, meist Aufklärer) verbaut wurden und sich durch hohe Zuverlässigkeit auszeichneten. Auch das erste in Serie gebaute Ganzmetallflugzeug der Welt, die Junkers J.I, war mit einem Bz IV ausgerüstet.

## Versionen
B IV (FK)Grundversion von 1915 mit Verdichtungsverhältnis 4,8 : 1, 1916 erschien eine verbesserte Ausführung mit einem Verdichtungsverhältnis von 5,0 : 1, eine Variante mit Kolben aus Aluminium folgte 1917
Bz IV aHöhenmotor mit Verdichtungsverhältnis 5,8 : 1
Bz IV sVersion mit einzelnen Zylindern aus Stahl
Bz IV süSerienausführung mit einem Verdichtungsverhältnis von 5,8 : 1 und Stahlzylindern, Leistung 240 PS (177 kW) bei 1400/min und 380 kg Trockenmasse, Fertigung ab Anfang 1918

## Nutzung

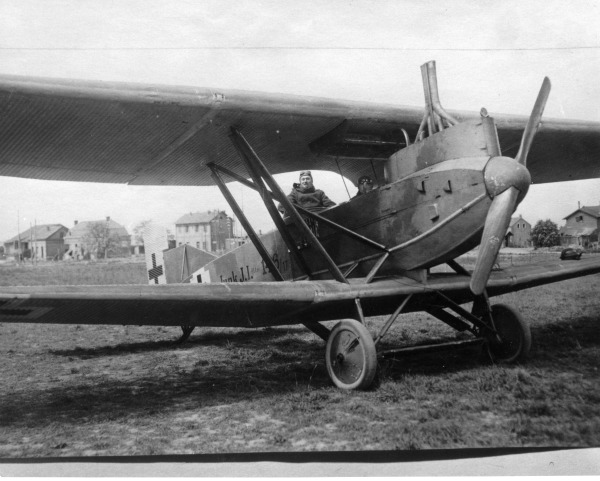
Junkers J.I mit Bz IV

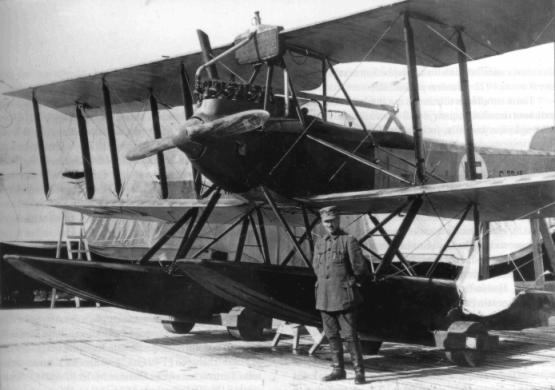
Schwimmerflugzeug FF 49c mit Bz IV

- AEG C.VI
- AEG J.II
- Albatros C.VII
- Aviatik C.II
- DFW C.V und DFW C.VII
- Friedrichshafen FF 49
- Halberstadt C.III und C.V
- Hansa-Brandenburg KDW
- Hansa-Brandenburg W.11
- Junkers J.I
- LFG V 13
- LFG V 130
- Lloyd C.V
- LVG C.V-VIII
- Roland C.III
- Rumpler G.II und G.III
- Sablatnig N I
- Sablatnig P I
- Sablatnig P III
- Zeppelin (Staaken) R.III und R.IV

## Technische Daten
| Kenngröße              | Daten (Bz IV)                                           | Daten (Bz IV a)                                         |
| ---------------------- | ------------------------------------------------------- | ------------------------------------------------------- |
| Hersteller             | Benz & Cie., Rheinische Automobil- und Motorenfabrik AG | Benz & Cie., Rheinische Automobil- und Motorenfabrik AG |
| Entwicklungsland       | Deutsches Reich                                         | Deutsches Reich                                         |
| Entwicklungsjahr       | 1916                                                    | 1918                                                    |
| Bauform                | wassergekühlter Sechszylinder-Viertakt-Reihenmotor      | wassergekühlter Sechszylinder-Viertakt-Reihenmotor      |
| Bohrung                | 145 mm                                                  | 145 mm                                                  |
| Hub                    | 190 mm                                                  | 190 mm                                                  |
| Hubraum                | 18,8 l                                                  | 18,8 l                                                  |
| Verdichtungsverhältnis | 5,0 : 1                                                 | 5,8 : 1                                                 |
| Trockenmasse           | 370 kg                                                  | 379 kg                                                  |
| Dauerleistung          | 230 PS (169 kW) bei 1400/min in Bodennähe               | 240 PS (177 kW) bei 1400/min bis 1300 m Höhe            |
| Nennleistung           | 200 PS (147 kW) bei 1400/min                            | 220 PS (162 kW) bei 1400/min                            |
| Kraftstoffverbrauch    | 228 g/PSh                                               | 230 g/PSh                                               |
| Schmierstoffverbrauch  | 10 g/PSh                                                | 11 g/PSh                                                |
| Einheitsmasse          | 1,6 kg/PS (2,2 kg/kW)                                   |                                                         |
| Hubraumleistung        | 12,2 PS/l (9,0 kW/l)                                    |                                                         |